# Hannskarl Salger
Hannskarl Salger (* 2. November 1929 in Dessau; † 17. September 2010) war ein deutscher Jurist, Richter und von 1988 bis zu seinem Eintritt in den Ruhestand 1994 Vizepräsident des Bundesgerichtshofs.

## Leben
Nach dem Studium und dem Referendariat war Salger zunächst zwei Jahre Rechtsanwalt in Karlsruhe. Seine Richterlaufbahn begann Salger in Baden-Württemberg, wo er ab 1960 am Landgericht Karlsruhe und ab 1968 am Oberlandesgericht Karlsruhe tätig war. Im April 1970 wurde Salger Leitender Oberstaatsanwalt bei der Staatsanwaltschaft Freiburg, doch erfolgte bereits im Dezember des gleichen Jahres seine Ernennung zum Richter am Bundesgerichtshof. 
Während seiner gesamten Zeit als Bundesrichter gehörte Salger dem 4. Strafsenat des Bundesgerichtshofs an, ab Dezember 1977 als dessen Vorsitzender. Am 30. November 1994 trat er in den Ruhestand. Neben seiner Tätigkeit als Richter war er ab 1992 Präsident des Deutschen Verkehrsgerichtstags und über zwei Jahrzehnte Schriftleiter der Deutschen Richterzeitung.
Zudem war er von 1968 bis 1975 Stadtrat im Gemeinderat der Stadt Karlsruhe.

## Ehrungen
Salger war Träger des Großen Verdienstkreuzes des Verdienstordens der Bundesrepublik Deutschland. 1991 erhielt er die Senator-Lothar-Danner-Medaille des Bundes gegen Alkohol und Drogen im Straßenverkehr. Er wurde 1994 Doktor h. c. der Ruhr-Universität Bochum. Zum 65. Geburtstag wurde ihm eine Festschrift gewidmet.